# René Fasel
Pour les articles homonymes, voir Fasel.
Temple de la renommée de l'IIHF : 2021
Temple de la renommée slovène : 2007
René Fasel, né le 6 février 1950 à Fribourg, est une personnalité du monde international du hockey sur glace, de nationalité suisse. De 1994 à 2021, il a présidé la Fédération internationale de hockey sur glace (IIHF). Il est également membre du Comité international olympique depuis 1995.

## Biographie
Né à Fribourg, Fasel étudie aux universités de Fribourg et de Berne et obtient son diplôme de chirurgien-dentiste en 1977. Il ouvre ensuite son propre cabinet. Dans l'armée suisse, il obtient le grade de capitaine. Il est marié et a quatre enfants (Nicolas, Anne, Pierre et Jean-Philippe). Il est également membre du parlement régional de Fribourg, de 1986 à 1991.

## Carrière sportive
Fasel pratique le hockey sur glace dès l'âge de dix ans à Fribourg-Gottéron. Il y joue de 1960 à 1972 dans des équipes de jeunes et en Ligue nationale B. Il est aujourd'hui membre d'honneur du club. Fasel met fin à sa carrière de joueur en 1972 et travaille comme arbitre jusqu'en 1982, arbitrant notamment 37 matchs internationaux.
De 1982 à 1985, Fasel est président de la commission des arbitres de la Ligue nationale, avant d'être élu président de la Ligue suisse de hockey sur glace, en 1985. L'année suivante, il entreprend sa carrière internationale, en tant que membre du comité central et président de la commission des arbitres de l'IIHF.
En 1992, il devient membre de l'Association olympique suisse, puis succède en 1994 à Günther Sabetzki en tant que président de l'IIHF. Il devient  membre du Comité international olympique (CIO) en 1995 et préside l'Association des fédérations internationales des sports olympiques d'hiver (AIOWF) en 2002. Il préside en outre la commission d'évaluation du CIO pour les Jeux olympiques d'hiver de 2010 à Vancouver. Il est intronisé au Temple de la renommée de l’IIHF un jour avant de céder son poste de président de l’IIHF. Le 25 septembre 2021, après 27 ans à la tête de l’organisation, il voit Luc Tardif lui succéder au poste de président de l’IIHF.

## Proximité avec le régime d'Alexandre Loukachenko

### Visite au Président Loukachenko en janvier 2021
Le 11 janvier 2021, Fasel s'est rendu à Minsk en Biélorussie, pour y rencontrer le dictateur Alexandre Loukachenko, dont le Hockey sur glace passe pour être le sport favori. L'objet de la réunion était l'organisation du Championnat du monde de hockey sur glace 2021, la rencontre donnant lieu à des embrassades entre Fasel et Loukachenko.
Dans le contexte des manifestations biélorusses 2020-2021, cette rencontre a suscité une polémique sur les réseaux sociaux et dans la presse, ainsi que l'envoie d'une lettre de protestations signée d'une cinquantaine de membres du parlement européen. Loukachenko est en effet accusé de plusieurs violations des droits humains. Notamment, au cours des manifestations biélorusses de 2020-2021, les manifestants ont été victimes de violentes persécutions de la part des autorités. Une déclaration du Bureau des droits de l'homme des Nations unies le 1er septembre 2020 a cité plus de 450 cas documentés de torture et de mauvais traitements de détenus, ainsi que des rapports d'abus sexuels et de viol.
Fasel a également posé pour une photo avec Dzmitry Baskau, le président de la Fédération biélorusse de hockey sur glace, accusé d'être impliqué dans le meurtre du manifestant Raman Bandarenka. Pour cette raison, Baskau a reçu une interdiction de voyager en Lettonie.
Fasel a par la suite répondu à la critique en admettant dans une interview qu'il "avait joué avec le feu à Minsk et s'était brûlé" alors que dans la même interview, il a déclaré qu'il était convaincu qu'il n'avait rien fait de mal. De plus, Fasel a déclaré : "Le but du voyage était d'avoir une conversation importante avec Loukachenko sur le championnat du monde à Minsk. J'ai eu de bonnes relations avec Loukachenko pendant 20 ans, nous avions l'habitude de jouer au hockey ensemble et avons eu beaucoup de contacts, y compris en 2014".
La polémique prend rapidement de l'ampleur, et plusieurs sponsors, notamment Škoda, Nivea et Liqui Moli, menacent de retirer leur soutien si le championnat reste accueilli par la Biélorussie. Le 18 janvier 2021 l'IIHF abandonne la Biélorussie comme pays hôte au profit de la seule Lettonie, pour des raisons de sécurité,.
En avril 2021, ces sponsors sont frappés de représailles par la Biélorussie, sous forme d'interdiction d'import de certains produits.

### Polémique avec le maire de Riga à la suite du détournement du vol Ryanair 4978
Le 23 mai 2021, le vol Ryanair 4978, reliant deux capitales d'États-membres de l'Union Européenne, a été dérouté sur Minsk, permettant l'arrestation de l'opposant Roman Protassevitch.
En signe de protestation, le 24 mai 2021, Martins Stakis, maire de Riga, la ville hôte du Championnat du monde de hockey sur glace 2021, a fait remplacer dans une exposition liée à la compétition le drapeau biélorusse institué par le régime du Président Loukachenko, dont le hockey sur glace a la réputation d'être le sport favori, par le drapeau antérieur du pays, utilisé aujourd'hui comme symbole de l'opposition.
Cette action a conduit à un incident diplomatique, la Biélorussie ayant expulsé la totalité du personnel diplomatique letton. La Lettonie a immédiatement répondu symétriquement par l'expulsion de la totalité du personnel diplomatique biélorusse, recevant au passage le soutien de l'Union Européenne.
En réaction, René Fasel, invoquant caractère apolitique de l'IIHF, a écrit à Martis Stakis et publié un communiqué marquant son désaccord avec le changement de drapeau, le jugeant contraire au statuts de la fédération, réclamant enfin le retrait des drapeaux de l'IIHF et du Championnat du Monde de la zone, et priant le maire de Riga de revenir sur ses actions.

Le Maire de Riga a répliqué par l'annonce du retrait des drapeaux de l'IIHF : 
«J'ai fait mes choix et nous allons procéder au retrait des drapeaux IIHF» (..) «Nous ne pouvons pas oublier qu'à quelques centaines de kilomètres à peine, un avion de l'UE est détourné, des personnes sont torturées et tuées».